# Maladie de Stewart
La maladie de Stewart, ou flétrissure de Stewart, est une grave maladie bactérienne du maïs cultivé causée par une bactérie, Pantoea stewartii. Cette bactérie affecte les plantes, en particulier différents types de maïs, y compris le maïs doux et le maïs corné.
Connue également sous le nom de « flétrissement bactérien », cette maladie s'est révélée très problématique pour le maïs doux en cas de bactéries à Gram négatif,.
La maladie est endémique aux États-Unis dans les régions de la vallée de l'Ohio et du Mid-Atlantic et dans la partie sud de la Corn Belt, y compris certaines parties des États suivants : Arkansas, Delaware, Illinois, Indiana, Kentucky, Maryland, Missouri, New Jersey, New York, Ohio, Pennsylvanie, Tennessee, Virginie et Virginie-Occidentale. L'apparition de la flétrissure de Stewart dans d'autres États de l'Est et du Midwest, et sporadiquement au Canada, coïncide avec l'apparition de l'altise du maïs (Chaetocnema pulicaria), qui est le principal insecte vecteur et l'hôte en période d'hivernage de Pantoea  stewartii.
La bactérie hiverne dans l'appareil digestif de l'insecte adulte et le printemps venu, se propage lorsque les coléoptères adultes se nourrissent aux dépens des jeunes plantules. On a également constaté que la bactérie peut se transmettre par l'intermédiaire de l'endosperme des graines de la plante aux jeunes plantules, mais ce phénomène est très rare et son incidence est négligeable par rapport à la transmission par les insectes.
Ainsi, la survie de l'insecte vecteur pendant les mois d'hiver, en particulier dans le centre-nord américain, est le facteur clé du développement de la maladie.
Celle-ci se manifeste en deux temps : flétrissement des plantules, lorsque le point de croissance meurt, et « brûlure » des feuilles, sous forme de striures blanches le long des nervures sur les feuilles des plants adultes.
Le maïs doux s'est avéré être plus sensible que les autres variétés de maïs, bien que certains hybrides et lignées consanguines sont également très sensibles.
L'un des premiers systèmes de prévision des maladies des plantes a été conçu pour prévenir la flétrissure de Stewart.
En dehors de la prévision, l'incidence de la flétrissure de Stewart peut être maîtrisée efficacement grâce à l'utilisation d'insecticides contre l'altise et d'hybrides  de maïs résistant à la maladie, le recours à ces derniers constituant la méthode la plus efficace.